# Torngat Mountains
Torngat Mountains (engelska) eller Monts Torngat (franska) är en bergskedja i norra delarna av provinserna Newfoundland och Labrador och Québec i Kanada. Den ligger på halvön mellan Ungavabukten och Labradorhavet. Högsta berget är Mount Caubvick som ligger 1652 meter över havet, det är också högsta punkten i Newfoundland och Labrador. Québecs högsta punkt ligger några meter söderut.